# Пиће
Пиће је врста течности специјално припремљена за људско конзумирање. Има много типова пића. Могу се поделити у разне групе као што су чиста вода, алкохол, безалкохолно пиће, газирано пиће, воћно или поврћно пиће и врућа пића као што је на пример топла чоколада. Поред тога што задовољавају базичне потребе, пића су део културе људског друштва.

## Биологија
Када људско тело постане дехидрирано, оно осети жеђ. Ова жудња за течностима доводи до инстинктивне потребе за пићем. Жеђ је регулисана хипоталамусом као одговор на суптилне промене у нивоу електролита у телу, као и резултат промена у циркулацији крви. Потпуна елиминација пића, тј. воде, из тела ће резултирала смрћу брже од уклањања било које друге супстанце. Вода и млеко су била основна пића током историје. Иако је вода неопходна за живот, она је такође носилац многих болести.
Како се друштво развијало, откривене су технике за стварање алкохолних пића из биљака које су биле доступне у различитим областима. Најстарији археолошки докази о производњи вина до сада пронађени потичу са локалитета у Грузији (око 6000. године п. н. е.) и Ирану (око 5000 година пне). Пиво је могло бити познато у неолитској Европи још око 3000. године п. н. е, и углавном се производило на домаћем оквиру. За проналазак пива (и хлеба) се тврди да су одговорни за способност човечанства да развије технологију и изгради цивилизацију. Чај је највероватније настао у Јунану у Кини за време династије Шанг (1500. п. н. е. – 1046. п. н. е.) као медицинско пиће.

## Историја
Пијење је било велики део дружења током векова. У старој Грчкој, друштвено окупљање ради пића било је познато као симпозијум, где се пило разводњено вино. Сврха ових окупљања могла је бити било шта, од озбиљних дискусија до директног уживања. У старом Риму, сличан концепт convivium  се редовно одвијао.
Многа рана друштва су алкохол сматрала даром богова, што је довело до стварања богова као што је Диониз. Друге религије забрањују, обесхрабрују или ограничавају пијење алкохолних пића из различитих разлога. У неким регионима са доминантном религијом производња, продаја и конзумација алкохолних пића забрањена је свима, без обзира на вероисповест.
Наздрављање је метод одавања почасти особи или жеље добре воље узимањем пића. Друга традиција је чаша љубави, на свадбама или другим прославама као што су спортске победе, група би делила пиће из велике посуде, коју сви деле док се не испразни.
У источној Африци и Јемену, кафа се користила у домаћим верским церемонијама. Пошто су ове церемоније биле у супротности са веровањима хришћанске цркве, Етиопска црква је забранила секуларну конзумацију кафе све до владавине цара Менелика II. Пиће је такође било забрањено у Османској Турској током 17. века из политичких разлога и било је повезано са побуњеничким политичким активностима у Европи.

## Алкохолна пића
Алкохолно пиће је врста пића које садржи етанол, такође познатије као алкохол (иако у хемији термин алкохол подразумева многе друге смеше). Пиво је било део људске културе чак 8000 година. У многим земљама, испијање алкохолних пића у локалним баровима или пабовима је културна традиција.

## Безалкохолна пића
Ово су пића која не садрже алкохол или га садрже веома мало. У категорију спадају и безалкохолно пиво, вино и јабуковача, ако садрже мање од 0,5% алкохола.

## Газирано пиће
Под овим термином може да се подразумева пиће које уопште не садржи алкохол. Међутим, поред воде као главног састојка, састоји се и од заслађивача и ароме. Под овим појмом се подразумевају лимунаде, ледени чајеви, врућа чоколада, сода вода и тако даље.

## Воћни сок
Воћни сок је природни производ који не садржи адитиве или их има у малој количини. Воћни сокови на бази цитруса као што су сок од наранџе или мандарине су пића која се обично конзумирају за време доручка. Сок од грејпфрута, ананаса, јабуке, грожђа.
Воће је доста кварљиво, па због тога способност да се сок екстрактује и сачува је од велике важности. Нека пића су доста кисела, па је мешање са водом неопходно како би могла да се пију. Раније је цеђење сокова био доста мукотрпан посао, јер је требало воће самлети и додати шећер, пре него што су се пуниле боце.

## Поврћни сокови
Поврћни сокови се обично сервирају топли или хладни. Различити типови поврћа се могу користити како би се сок направио, на пример: шаргарепа, парадајз, краставац, целер и друго. Неки поврћни сокови се мешају са воћним како би били укуснији. Многи популарни поврћни сокови, нарочито они који садрже доста парадајза, су богати натријумом и треба имати обзира приликом уношења. Неки поврћни сокови имају исту здравствену вредност као цело поврће у смислу смањивања ризика од кардио-васкуларних болести и рака.

## Топла пића
Топла пића или топли напици се обично служе топли, додавањем врућих течности попут воде или млека, као и директним загревањем самих пића.
- Пића заоснована на кафи
  - Кафа са млеком
  - Капућино
  - Црна кафа
  - Еспресо
  - Фрапе
  - Кафа мока
  - Кафа лате
- Топла чоколада
- Топла јабуковача
  - Кувана јабуковача
- Млечни коктел
- Мате чај
- Кувано вино
- Чајеви
  - Чајеви са укусом (Масала чај, Ерл Греј, итд.)
  - Зелени чај
  - Бисерски млечни чај
- Биљни чајеви

## Остало
Неке супстанце се могу дефинисати као пиће и као храна, па се могу јести кашиком или пити у зависности од њихове разређености и раствора.
- Млаћеница
- Супа
- Јогурт